# Allsvenskan 1990
L'edizione 1990 del campionato di calcio svedese (Allsvenskan) vide la vittoria finale dell'IFK Göteborg.
Capocannoniere del torneo fu Kaj Eskelinen (IFK Göteborg), con 10 reti.

## Classifica finale
|    | Classifica     | G  | V  | N  | P  | GF | GS | Diff | Punti |
| -- | -------------- | -- | -- | -- | -- | -- | -- | ---- | ----- |
| 1  | IFK Göteborg   | 22 | 14 | 3  | 5  | 39 | 22 | +17  | 45    |
| 2  | IFK Norrköping | 22 | 12 | 4  | 6  | 41 | 23 | +18  | 40    |
| 3  | Örebro         | 22 | 10 | 6  | 6  | 23 | 17 | +6   | 36    |
| 4  | Öster          | 22 | 10 | 6  | 6  | 28 | 27 | +1   | 36    |
| 5  | Djurgården     | 22 | 9  | 6  | 7  | 37 | 23 | +14  | 33    |
| 6  | Malmö FF       | 22 | 6  | 10 | 6  | 20 | 15 | +5   | 28    |
| 7  | GAIS           | 22 | 7  | 7  | 8  | 17 | 17 | 0    | 28    |
| 8  | AIK            | 22 | 8  | 3  | 11 | 25 | 39 | -14  | 27    |
| 9  | Halmstad       | 22 | 7  | 5  | 10 | 27 | 34 | -7   | 26    |
| 10 | Brage          | 22 | 5  | 9  | 8  | 23 | 26 | -3   | 24    |
| 11 | Örgryte        | 22 | 6  | 3  | 13 | 22 | 40 | -18  | 21    |
| 12 | Hammarby       | 22 | 5  | 4  | 13 | 32 | 51 | -19  | 19    |

## Fase finale

### Semifinali
| Örebro SK | 1 – 1 e 1 – 2 | IFK Göteborg |

| Östers IF | 4 – 3 e 1 – 2 | IFK Norrköping |

### Finale
| IFK Norrköping | 0 – 3 e 0 – 0 | IFK Göteborg |

## Verdetti
- IFK Göteborg  campione di Svezia 1990.
- IK Brage, Örgryte IS e Hammarby IF retrocesse in Division 1.